# 软骨边越桔
软骨边越桔（学名：Vaccinium gaultheriifolium）为杜鹃花科越桔属下的一个种。

## 扩展阅读
- 維基物種上的相關：软骨边越桔